# Giro di Toscana 1947
Il Giro di Toscana 1947, ventunesima edizione della corsa, si svolse il 4 maggio 1947 su un percorso di 247 km. La vittoria fu appannaggio dell'italiano Bruno Pasquini, che completò il percorso in 7h28'00", precedendo i connazionali Nedo Logli e Alfredo Martini.
I corridori che presero il via da Firenze furono 50, mentre coloro che tagliarono il medesimo traguardo furono 31.

## Ordine d'arrivo (Top 10)
| Pos. | Corridore           | Squadra      | Tempo    |
| ---- | ------------------- | ------------ | -------- |
| 1    | Bruno Pasquini      | Legnano      | 7h28'00" |
| 2    | Nedo Logli          | Welter       | a 2'16"  |
| 3    | Alfredo Martini     | Welter       | s.t.     |
| 4    | Sergio Pagliazzi    | Cozzi Silger | s.t.     |
| 5    | Enzo Coppini        | Cozzi Silger | s.t.     |
| 6    | Gelsomino Locatelli | Arbos-Talbot | s.t.     |
| 7    | Angelo Mazzola      | Monterosa    | s.t.     |
| 8    | Ezio Cecchi         | Welter       | s.t.     |
| 9    | Athos Guizzardi     | Wally        | a 5'50"  |
| 10   | Serafino Biagioni   | Benotto      | s.t.     |